# Prasophyllum concinnum
Prasophyllum concinnum är en orkidéart som beskrevs av William Henry Nicholls. Prasophyllum concinnum ingår i släktet Prasophyllum och familjen orkidéer.
Artens utbredningsområde är Tasmanien. Inga underarter finns listade i Catalogue of Life.